# Cyperus celans
Cyperus celans là một loài thực vật có hoa trong họ Cói. Loài này được Kukkonen mô tả khoa học đầu tiên năm 1995.